# Dobberkau
Dobberkau este o comună din landul Saxonia-Anhalt, Germania.